# Manuel García Alonso
Manuel "Manu" García Alonso (Oviedo, 2 de gener de 1998) és un futbolista professional asturià que juga com a migcampista a l'Aris FC.

## Biografia

### Infància
Nascut a Oviedo, Astúries, Manu es va unir a categories inferiors de l'Sporting de Gijón el 2010, quan tenia 12 anys, des d'Astur CF. El 2 maig 2013 va accedir a un fitxatge pel Manchester City, que va pagar 250.000 € pels seus serveis en gener, poc després de fer els 16 anys.

### Manchester City
Manu va ser fitxat pel City per jugar a l'equip sub-18 del club. El maig de 2015, poc després de passar a l'equip sub-21, va ser convocat amb el primer equip per l'entrenador Manuel Pellegrini, per jugar la pretemporada.
El 27 de maig del 2015 Manu va fer el seu debut amb el primer equip, substituint al final del partit David Silva en un partit amistós contra el Toronto FC, que va acabar en victòria per 0-1. També va tenir minuts contra el Melbourne City, la Roma, la selecció del Vietnam i l'Stuttgart.
García va debutar en partit oficial el 22 de setembre de 2015, substituint en el minut 74 Sergio Agüero en una golejada en Copa de la Lliga a casa del Sunderland, que va acabar 1-4. Va marcar el cinquè gol en una victòria per 5-1 contra el Crystal Palace a la mateixa competició. Va debutar a la Premier League contra l'Aston Villa el 5 de març de 2016, substituint Touré Yaya.

#### Alavés (cedit)
El 16 d'agost de 2016, García fou cedit al Deportivo Alavés, acabat d'ascendir a La Liga, per un any. Va debutar-hi l'1 de desembre, entrant com a substitut en una victòria per 3–0 contra el Gimnàstic de Tarragona a la Copa del Rei.

#### NAC Breda (cedit)
El 9 de gener de 2017, García va acabar la cessió amb l'Alavés i va passar la resta de la temporada al NAC Breda de l'Eerste Divisie. Hi va debutar immediatament, com a titular, en una victòria per 2–0 contra el Jong FC Utrecht el 16 de gener. García va marcar el seu primer gol pel club el 6 de febrer en una victòria per 1–0 contra l'FC Dordrecht.
García fou cedit novament al NAC Breda per la temporada 2017–18 el 30 de juny de 2017.

#### Toulouse (cedit)
García fou cedit al Toulouse FC per la temporada 2018–19.

## Estadístiques

### Club
| Club            | Temporada | Lliga          | Lliga   | Lliga | FA Cup  | FA Cup | Copa de la Lliga | Copa de la Lliga | Altres  | Altres | Total   | Total |
| Club            | Temporada | Divisió        | Partits | Gols  | Partits | Gols   | Partits          | Gols             | Partits | Gols   | Partits | Gols  |
| --------------- | --------- | -------------- | ------- | ----- | ------- | ------ | ---------------- | ---------------- | ------- | ------ | ------- | ----- |
| Manchester City | 2015-2016 | Premier League | 1       | 0     | 1       | 0      | 2                | 1                | 0       | 0      | 4       | 1     |
| Total           | Total     | Total          | 1       | 0     | 1       | 0      | 2                | 1                | 0       | 0      | 4       | 1     |